# پوتشتات
پوتشتات (به چکی: Potštát) یک منطقهٔ مسکونی و شهرستان دارای شهرک سابقاً روستا در جمهوری چک است که در ناحیه پرروف واقع شده‌است. پوتشتات ۱٬۲۱۴ نفر جمعیت دارد.